# Gondrecourt-le-Château
Pour les articles homonymes, voir Gondrecourt.
Gondrecourt-le-Château est une commune française située dans le département de la Meuse en région Grand Est.

## Géographie

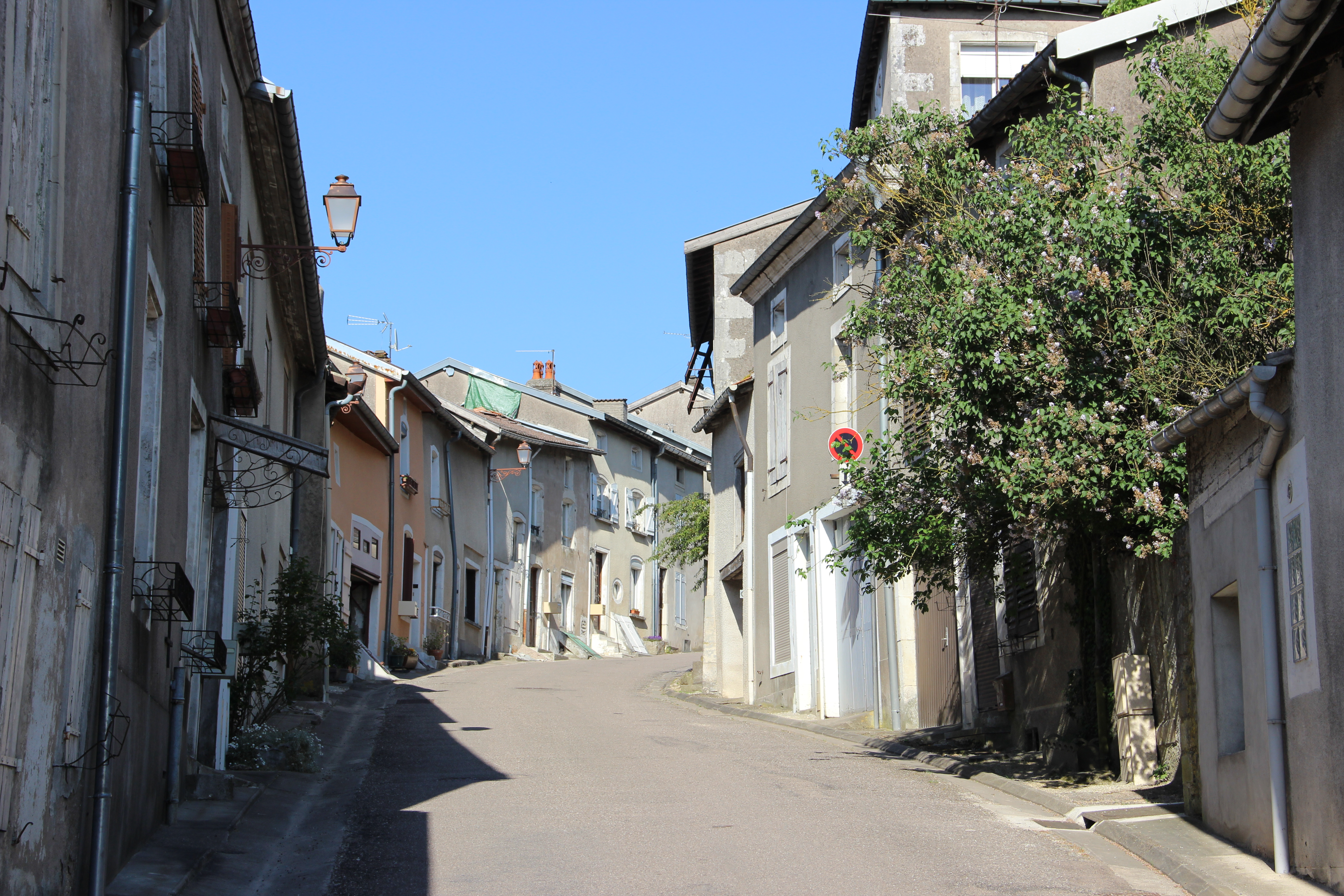
Paysage urbain.

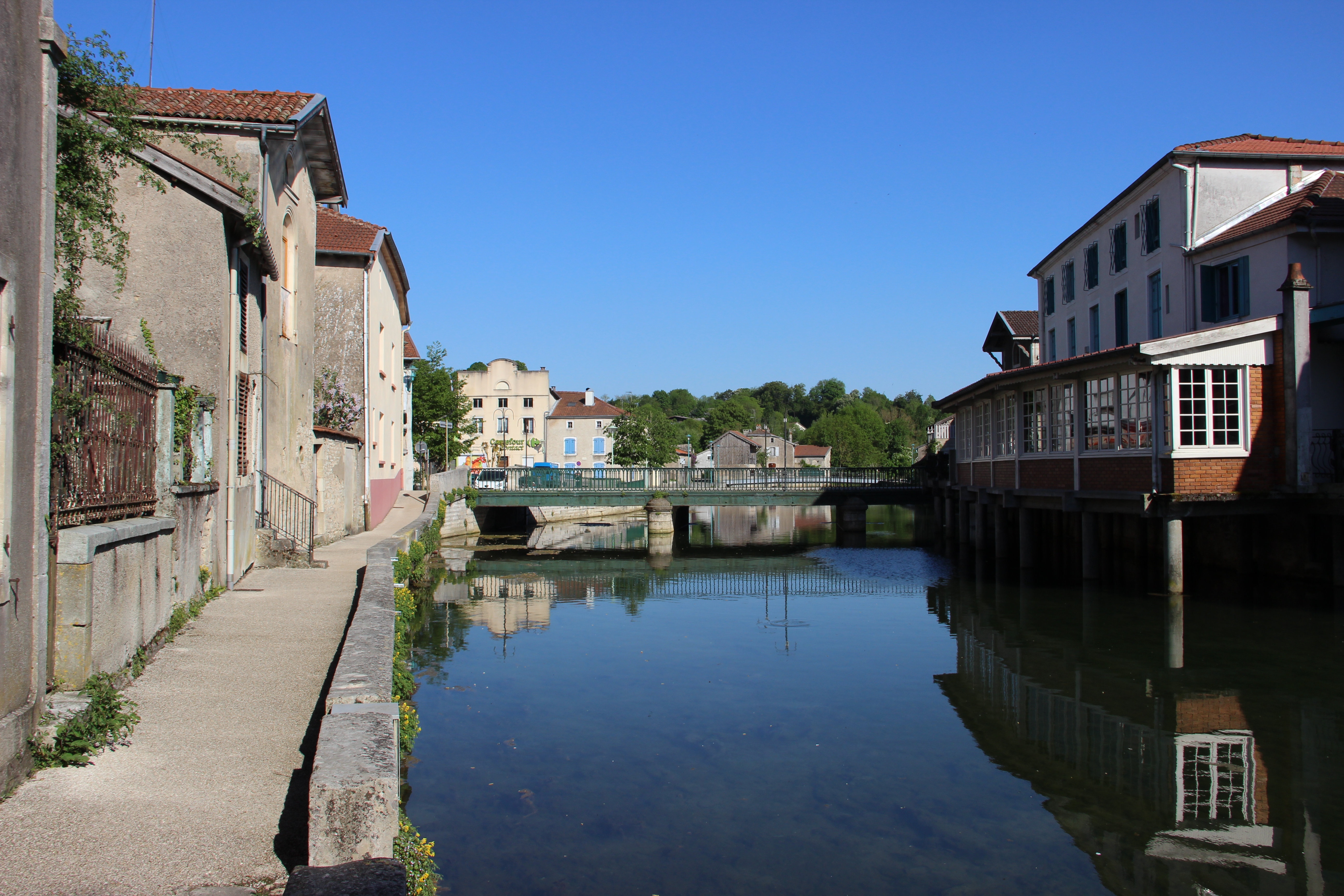
La ville basse et l'Ornain.

### Description
Gondrecourt est située dans une vallée très étroite arrosée par l'Ornain, et bornée au nord par des rochers nus qui, en quelques endroits, ont plus de 30 mètres d'élévation. Elle se divise en haute et basse ville. La première, bâtie sur un plateau, se nommait autrefois Gondrecourt-le-Château, à cause d'un vieux château fort dont le temps a presque enseveli le souvenir (il reste une tour ronde qui abrite actuellement un musée du Cheval). Elle existait au VIIe siècle et fut dit-on bâtie par un certain Gondoin, de qui lui serait venu le nom qu'elle porte encore aujourd'hui. Selon les anciennes chroniques, ce Gondouin, seigneur de Meuse, était père de Bodon Leudin, évêque de Toul, et de sainte Salaberge. La ville basse est formée en partie de constructions modernes et traversée par l'Ornain, dont les deux rives sont garnies de quais dans presque toute l'étendue de la ville.
Luméville-en-Ornois et Tourailles-sous-Bois, qui furent des communes avant d'être intégrées à Gondrecourt-le-Château en 1973, en sont séparées par le territoire de Horville-en-Ornois et constituent une exclave de la commune.

### Communes limitrophes
| Abainville         | Abainville             | Delouze-Rosières        |
| Abainville         | Gondrecourt-le-Château | Delouze-Rosières        |
| Horville-en-Ornois | Horville-en-Ornois     | Dainville-Bertheléville |

### Hydrographie
La commune est dans la région hydrographique « la Seine de sa source au confluent de l'Oise (exclu) » au sein du bassin Seine-Normandie. Elle est drainée par l'Ornain, l'Ognon, le canal 01 du Vau des Anes, le ruisseau de l'Étang, divers bras de l'Ornain, le ruisseau de Naillemont, l'Ornain et divers autres petits cours d'eau,.
L'Ornain, d'une longueur de 116 km, prend sa source dans la commune de Grand où il est également nommé la Maldite. Il conflue sur le territoire communal avec l'Ognon et se jette  dans la Saulx à Étrepy, après avoir traversé 36 communes. Il forme un méandre qui passe au centre la ville basse.
L'Ognon, d'une longueur de 13 km, prend sa source dans la commune de Lezéville et se jette  dans l'Ornain sur la commune, après avoir traversé six communes.

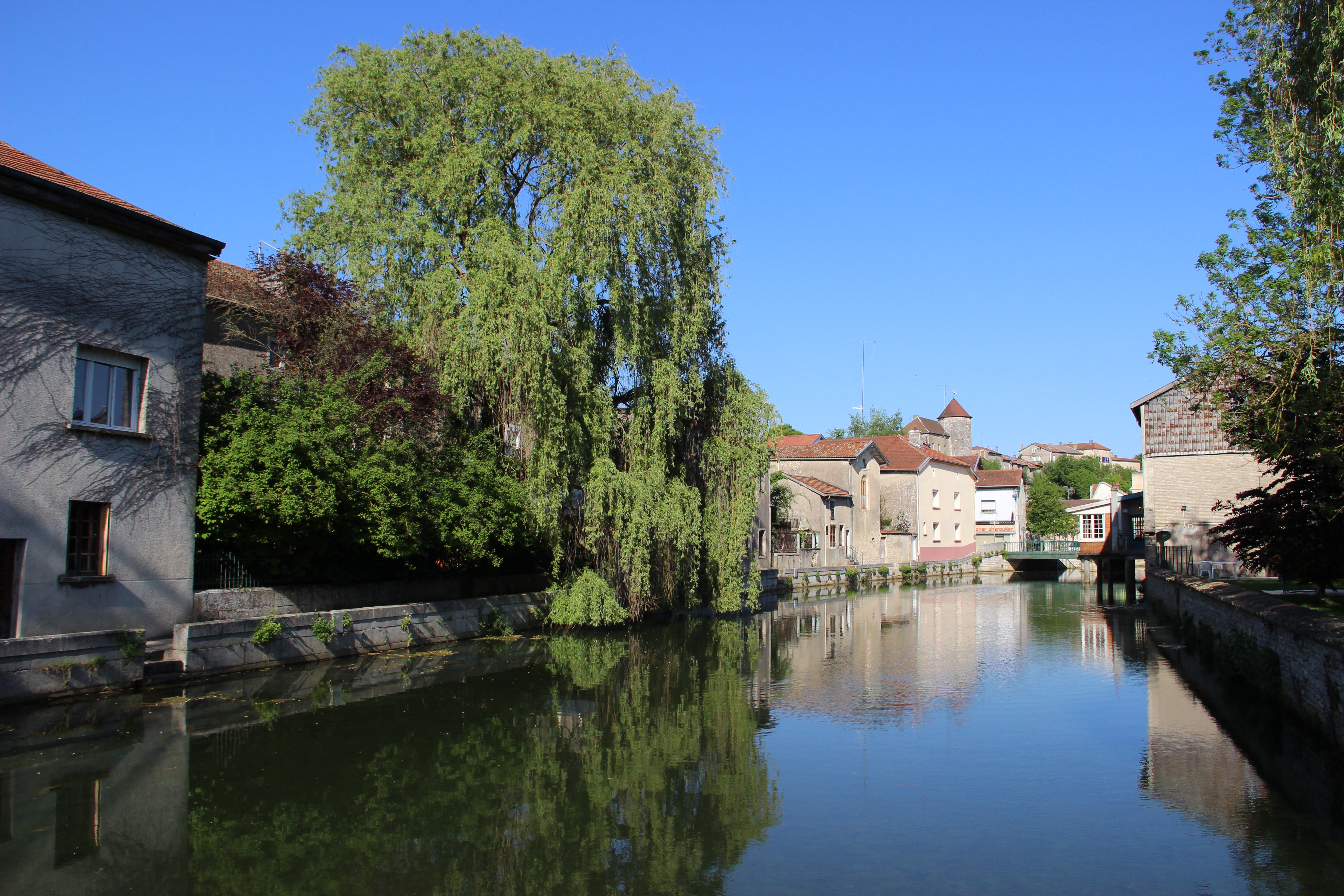
L'Ornain à Gondrecourt.
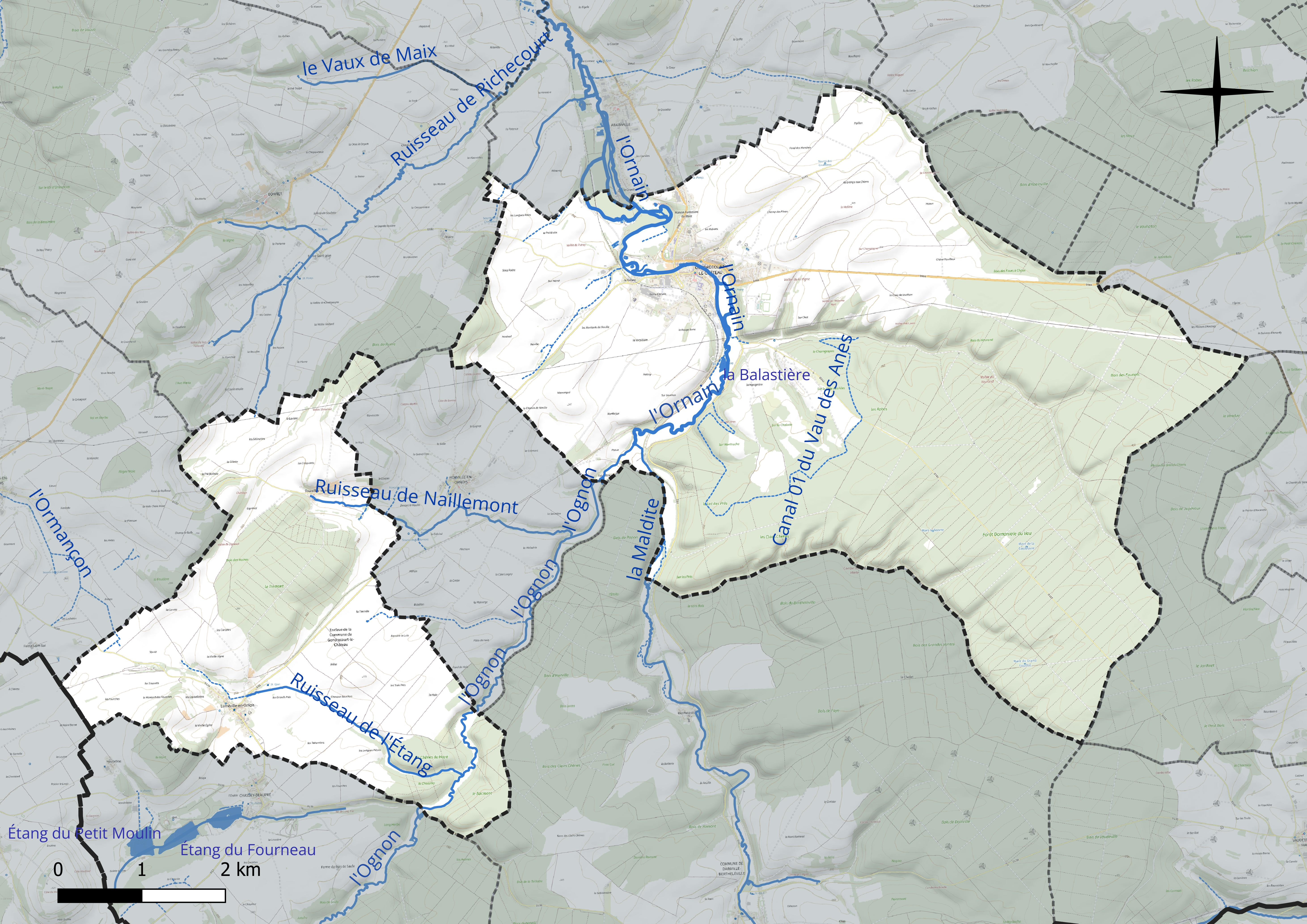
Réseau hydrographique de Gondrecourt-le-Château.

Un plan d'eau complète le réseau hydrographique : la Balastière (1,1 ha),.

### Climat
Pour des articles plus généraux, voir Climat du Grand Est et Climat de la Meuse.
En 2010, le climat de la commune est de type climat de montagne, selon une étude du Centre national de la recherche scientifique s'appuyant sur une série de données couvrant la période 1971-2000. En 2020, Météo-France publie une typologie des climats de la France métropolitaine dans laquelle la commune est exposée à un climat océanique altéré et est dans la région climatique Lorraine, plateau de Langres, Morvan, caractérisée par un hiver rude (1,5 °C), des vents modérés et des brouillards fréquents en automne et hiver.
Pour la période 1971-2000, la température annuelle moyenne est de 9,5 °C, avec une amplitude thermique annuelle de 16,8 °C. Le cumul annuel moyen de précipitations est de 1 058 mm, avec 13,8 jours de précipitations en janvier et 9,6 jours en juillet. Pour la période 1991-2020, la température moyenne annuelle observée sur la station météorologique de Météo-France la plus proche, « Cirfontaines_sapc », sur la commune de Cirfontaines-en-Ornois à 11 km à vol d'oiseau, est de 10,4 °C et le cumul annuel moyen de précipitations est de 904,1 mm. 
La température maximale relevée sur cette station est de 40 °C, atteinte le 12 août 2003 ; la température minimale est de −19,6 °C, atteinte le 6 février 1963,,.
Les paramètres climatiques de la commune ont été estimés pour le milieu du siècle (2041-2070) selon différents scénarios d'émission de gaz à effet de serre à partir des nouvelles projections climatiques de référence DRIAS-2020. Ils sont consultables sur un site dédié publié par Météo-France en novembre 2022.

### Milieux naturels et biodiversité
Les forêts de Gondrecourt-le-Château, qui s'étendent également sur Abainville, Amanty, Badonvilliers-Gérauvilliers, Chassey-Beaupré, Dainville-Bertheléville, Les Roises, Vouthon-Bas et Vouthon-Haut, avec leurs forêts caducifoliées et leurs pelouses calcicoles, sont concernées par une protection Réseau Natura 2000. On y observe notamment un complexe de pelouses à orchidées et de milieux forestiers surtout sur les versants et les fonds de vallons.
Le site se situe sur deux régions naturelles de la Meuse : le plateau du Barrois  et les Côtes et collines de Meuse. Il abrite des milieux forestiers variés, une junipéraie (2,6 ha) et une pelouse sèche.Le site se situe sur un socle calcaire et oolithique

## Urbanisme

### Typologie
Au 1er janvier 2024, Gondrecourt-le-Château est catégorisée bourg rural, selon la nouvelle grille communale de densité à sept niveaux définie par l'Insee en 2022.
Elle est située hors unité urbaine et hors attraction des villes,.

### Occupation des sols
L'occupation des sols de la commune, telle qu'elle ressort de la base de données européenne d’occupation biophysique des sols Corine Land Cover (CLC), est marquée par l'importance des forêts et milieux semi-naturels (49,4 % en 2018), une proportion sensiblement équivalente à celle de 1990 (49,7 %). La répartition détaillée en 2018 est la suivante : 
forêts (49,3 %), terres arables (36,6 %), prairies (9,1 %), zones agricoles hétérogènes (1,9 %), zones urbanisées (1,3 %), zones industrielles ou commerciales et réseaux de communication (1,2 %), mines, décharges et chantiers (0,5 %), milieux à végétation arbustive et/ou herbacée (0,1 %). L'évolution de l’occupation des sols de la commune et de ses infrastructures peut être observée sur les différentes représentations cartographiques du territoire : la carte de Cassini (XVIIIe siècle), la carte d'état-major (1820-1866) et les cartes ou photos aériennes de l'IGN pour la période actuelle (1950 à aujourd'hui).

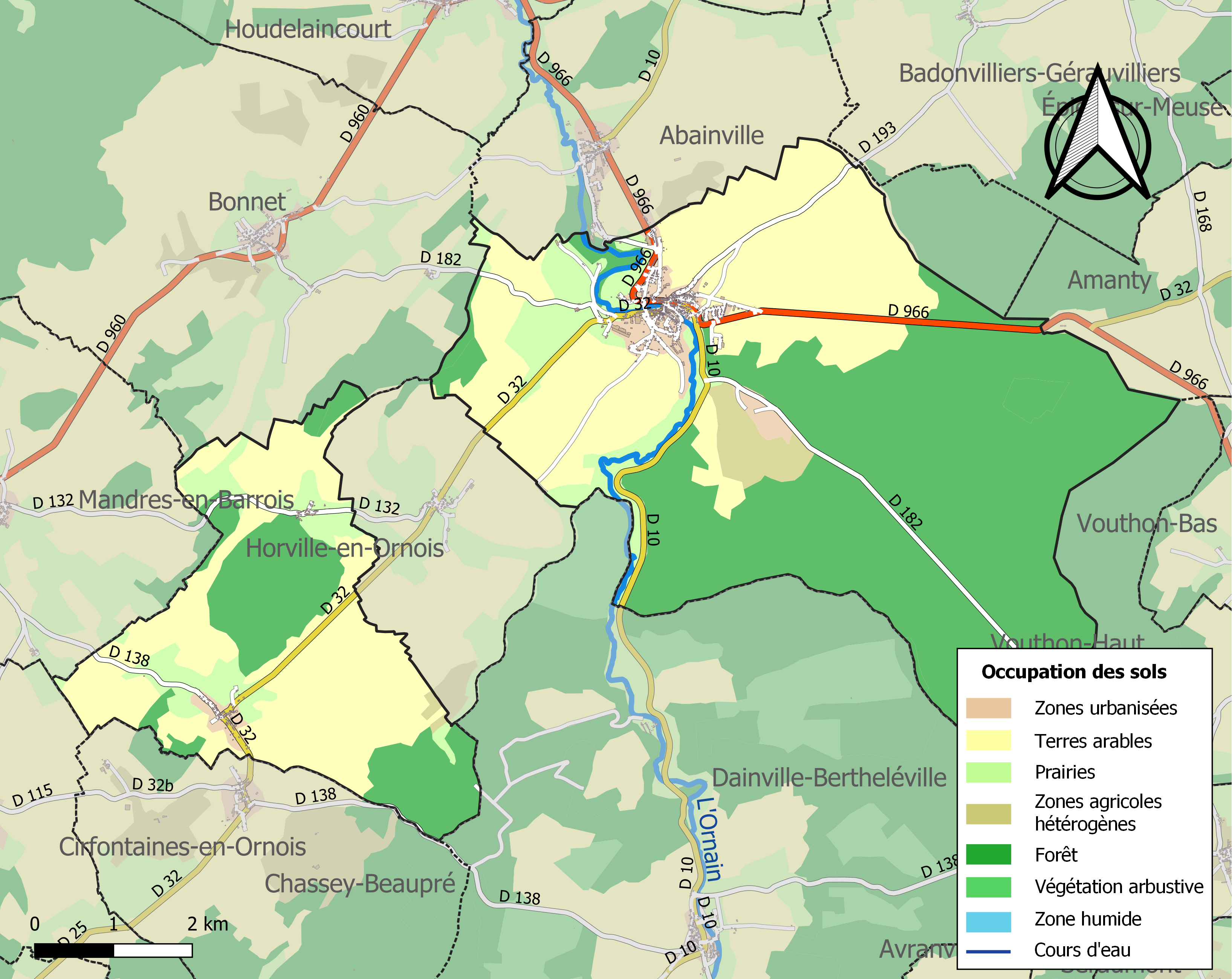
Carte des infrastructures et de l'occupation des sols de la commune en 2018 (CLC).

### Habitat et logement
En 2018, le nombre total de logements dans la commune était de 591, alors qu'il était de 609 en 2013 et de 592 en 2008.
Parmi ces logements, 80,6 % étaient des résidences principales, 4,3 % des résidences secondaires et 15,1 % des logements vacants. Ces logements étaient pour 86,6 % d'entre eux des maisons individuelles et pour 12,7 % des appartements.
Le tableau ci-dessous présente la typologie des logements à Gondrecourt-le-Château en 2018 en comparaison avec celle de la Meuse et de la France entière. Une caractéristique marquante du parc de logements est ainsi une proportion de résidences secondaires et logements occasionnels (4,3 %) inférieure à celle du département (4,6 %) comme à celle de la France entière (9,7 %). Concernant le statut d'occupation de ces logements, 62,4 % des habitants de la commune sont propriétaires de leur logement (61,4 % en 2013), contre 67,5 % pour la Meuse et 57,5 pour la France entière.
| Typologie                                               | Gondrecourt-le-Château | Meuse | France entière |
| ------------------------------------------------------- | ---------------------- | ----- | -------------- |
| Résidences principales (en %)                           | 80,6                   | 83,3  | 82,1           |
| Résidences secondaires et logements occasionnels (en %) | 4,3                    | 4,6   | 9,7            |
| Logements vacants (en %)                                | 15,1                   | 12,1  | 8,2            |

## Toponymie
La dénomination Gondricurtis figure dans une bulle de Léon IX de 1051 en faveur du chapitre de Saint-Dié, et la forme de Gondricicurtis, dans un diplôme de Sophie, comtesse de Bar (1078-1093), en faveur de l'abbaye Saint-Michel de Saint-Mihiel. Au cours des siècles, d'autres variantes du toponyme sont apparues, parmi lesquelles Gundricurtis, Gondricurt (diplôme de Ricuin, évêque de Toul de 1112), Gondricort (cartulaire de Jeand'heurs de 1140), Gundricurt (diplôme d'Henri, évêque de Toul de 1151), Gondrecuria (donation de Philippe le Bel de 1307), Gondricuria (Regestrum Tullensis dioecesis beneficiorum de 1402), Gondrecour (carte des États du duc de Lorraine de 1700), Gondoinicurtis (carte du Toulois de 1707).
Le château se situe dans la « ville haute ».

## Histoire
Le site est déjà occupé au Néolithique. Un biface, silex taillé de la période du Solutréen, visible au musée de Nancy a été trouvé par un chasseur dans un champ labouré de la commune.
Selon la tradition, Gondrecourt a été fondée par Gondoin ou Gondulphe, comte d'Ornois, seigneur de Meuse, père du 17e évêque de Toul, saint Leudin-Bodon et sainte Salaberge au VIIe siècle. Deux nécropoles de cette époque ont été effectivement découvertes.
Après avoir eu originairement ses seigneurs particuliers et avoir été ensuite réunie à la Champagne, la terre de Gondrecourt fut donnée en 1307, avec ses dépendances à Édouard Ier, comte de Bar, par Philippe le Bel, à la sollicitation d'Édouard, roi d'Angleterre, oncle du comte. Depuis cette époque, Gondrecourt, comme tous les domaines féodaux de quelque importance, fut souvent revendiquée par les rois de France et les feudataires. Tour à tour, cette ville subit le joug des seigneurs que les uns ou les autres lui octroyèrent, sans oser se plaindre de changements successifs qui ne modifiaient en rien sa misère ni son bien-être.
C'est ainsi qu'on voit à diverses époques la seigneurie de Gondrecourt possédée par les Rinel, les comtes de Bar, les ducs de Lorraine, les Armoises, les ducs de Bourgogne, les sires d'Anglure, le maréchal de l'Hospital, etc. Les ducs de Bar, qui en furent le plus longtemps les possesseurs, lui accordèrent, entre autres privilèges, celui de recevoir de leur autorité la justice sur les lieux. Aussi y eut-il un bailliage sédentaire à Gondrecourt jusqu'en 1711, époque à laquelle il fut réuni à celui de Lamarche. La destinée de Gondrecourt fut triste pendant tout le régime féodal et ses fastes ne se composent guère que de calamités. En 1368, les Messins vinrent l'assiéger et s'en emparèrent. Colart des Armoises et le comte de Saint-Pol, qui l'avaient vaillamment défendue, furent ou décapités ou pendus, avec treize autres gentilshommes des plus marquants.
Aux XIVe et XVe siècles, dans ces temps malheureux où tant de brigands ennemis ou alliés parcouraient la Lorraine en dévastateurs, Gondrecourt, médiocrement défendue par son enceinte de murailles, ne pouvait résister à la féroce cupidité de ces aventuriers. Aussi fut-il souvent pris, repris, saccagé et incendié.
Après avoir envahi le Barrois, le roi Louis XIII de France en fit entièrement démanteler les fortifications (1633-1634).
En 1642, la ville est prise par les troupes françaises.
Lors de la Révolution française, le bourg est institué commune et est le chef-lieu du district de Gondrecourt de 1790 à 1795.
Pendant la Première Guerre mondiale, la commune abrita à partir de 1917 un camp d'entraînement et un hôpital de campagne de la 1re division d’infanterie de  l'armée américaine<.

Le camp américain
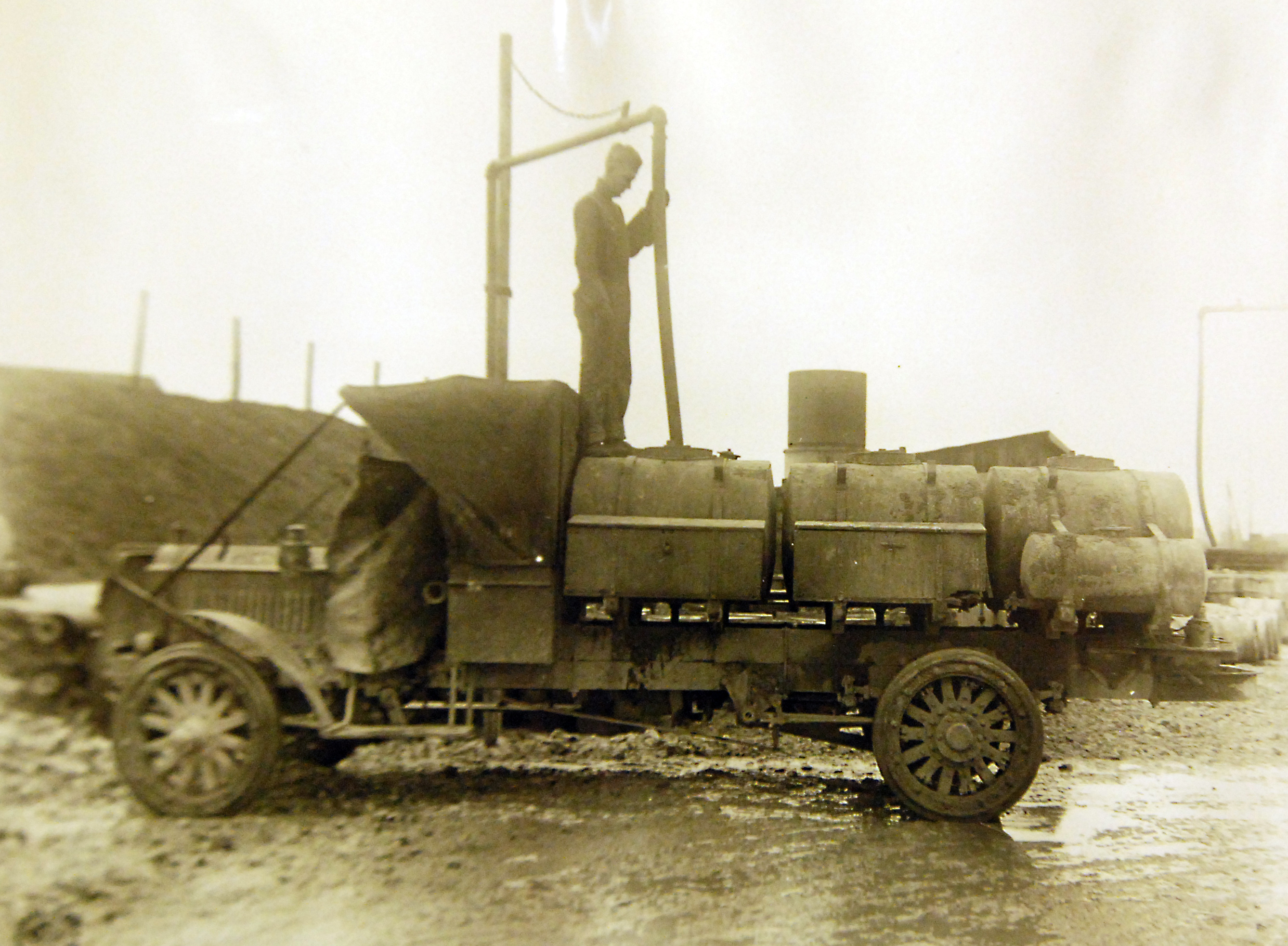
Remplissage d'un camion citerne d'essence au camp de Gondrecourt en 1917
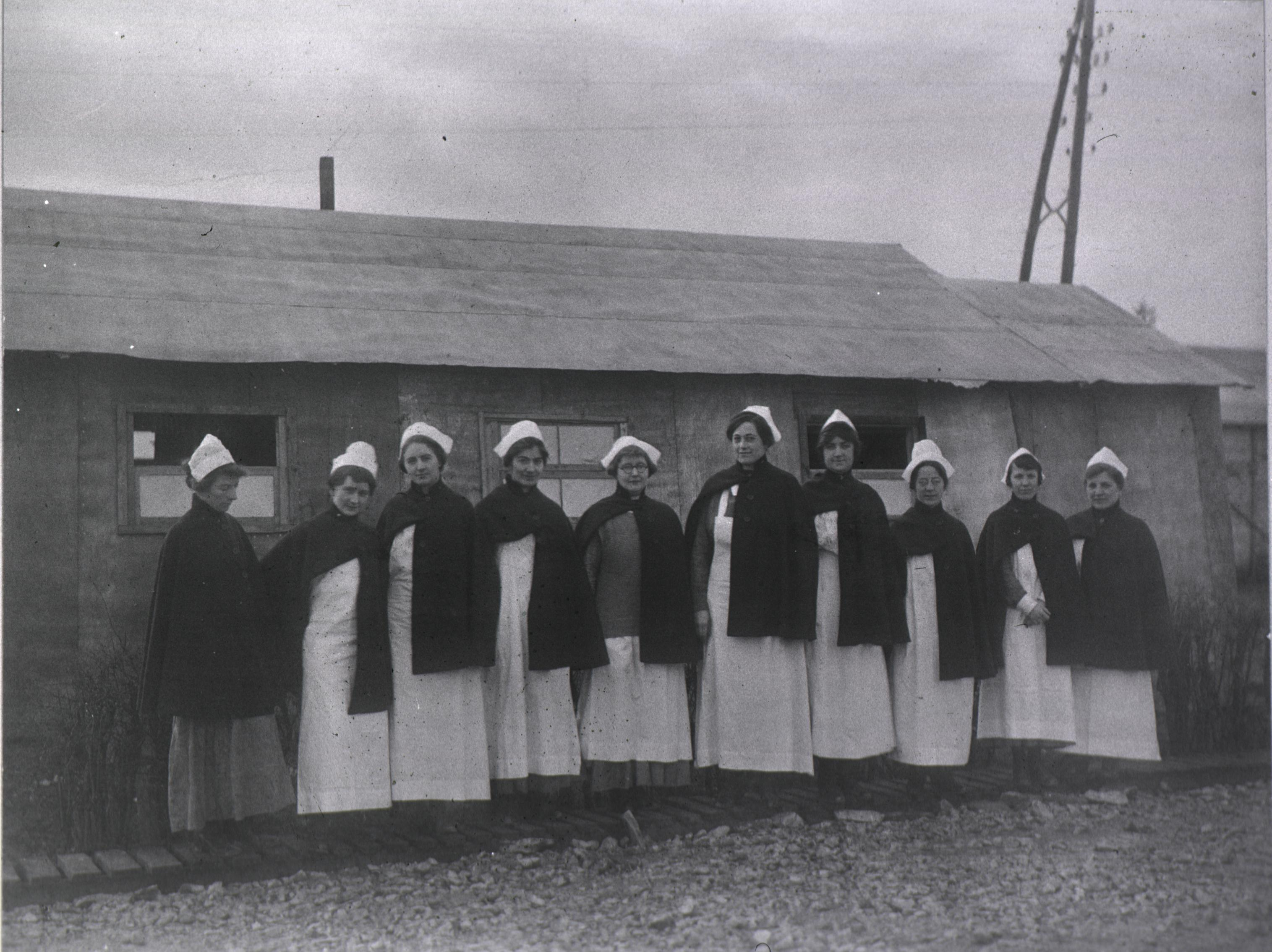
Infirmières de l'hôpital américain

Le bourg a été desservi par le chemin de fer dans les années 1880 par la ligne de Jessains à Sorcy et la ligne de Nançois - Tronville à Neufchâteau. Cette dernière a vu son service voyageur supprimé et 1969 et le trafic marchandises a perduré jusqu'en 2014.

## Politique et administration
Le 1er janvier 1973, les communes de Luméville-en-Ornois et Tourailles-sous-Bois fusionnent avec Gondrecourt-le-Château sous le régime de la fusion-association, dans le cadre des dispositions de la loi sur les fusions et regroupements de communes, dite Loi Marcellin.

### Rattachements administratifs et électoraux
La commune se trouve  dans l'arrondissement de Commercy du département de la Meuse. Pour l'élection des députés, elle fait partie depuis 1988 de la première circonscription de la Meuse.
Elle était depuis 1793 le chef-lieu du canton de Gondrecourt-le-Château. Dans le cadre du redécoupage cantonal de 2014 en France, la commune est désormais rattachée au canton de Ligny-en-Barrois.

### Intercommunalité
La ville était le siège de la petite communauté de communes du Val d'Ornois, créée en 2000.
Dans le cadre des dispositions de la loi portant nouvelle organisation territoriale de la République (Loi NOTRe) du 7 août 2015, qui prévoit que les établissements publics de coopération intercommunale (EPCI) à fiscalité propre doivent avoir un minimum de 15 000 habitants, celle-ci a fusionné avec ses voisines pour former le 1er janvier 2017 la communauté de communes des Portes de Meuse, dont la commune est désormais membre.

### Tendances politiques et résultats
Lors du premier tour des élections municipales de 2014 dans la Meuse, la liste DVD menée par le maire sortant Stéphane Martin obtient la majorité absolue des suffrages exprimés, avec 363 voix (58,73 %, 12 conseillers municipaux élus dont 6 communautaires), devançant  largement celle également DVD menée par Thierry Piroird (255 voix, 41,26 %, 3 conseillers municipaux élus dont 1 communautaire).
Lors de ce scrutin, 12,94 % des électeurs se sont abstenus
Lors du premier tour des élections municipales de 2020 dans la Meuse, la liste menée par Daniel Renaudeau  obtient la majorité absolue des suffrages exprimés, avec 321 voix (62,45 %, 13 conseillers municipaux élus dont 3 communautaires), devançant très largement les listes menées respectivement par : 

- Thierry Piroird (127 voix, 24,70 %, 1 conseiller municipal élu) ;

- Corinne Auguste (66 voix, 12,84 %, 1 conseiller municipal élu).

Lors de ce scrutin marqué par la pandémie de Covid-19 en France, 25,11 % des électeurs se sont abstenus.

### Liste des maires
| Période                                  | Période                       | Identité              | Étiquette | Qualité |
| ---------------------------------------- | ----------------------------- | --------------------- | --------- | --- |
| Les données manquantes sont à compléter. |                               |                       |           | |
| mai 1899                                 |                               | Paul Léon Desfontaine |           | |
| Les données manquantes sont à compléter. |                               |                       |           | |
| 1965                                     | 1994                          | André Droitcourt      | UDF       | Directeur de société Conseiller général de de Gondrecourt-le-Château (1973 → 1993) Député suppléant de Gérard Longuet (1993 → 1997) |
| 1994                                     | mars 2001                     | Gisèle Nuss           | UDF       | Secrétaire |
| mars 2001                                | décembre 2003                 | Jacques Colas         |           | Retraité militaire |
| janvier 2004                             | mai 2020                      | Stéphane Martin       | LR        | Sans profession Président de la CC du Val d'Ornois (2014 → 2016) Président de la CC des Portes de Meuse (2017 → 2020)               |
| mai 2020                                 | En cours (au 2 décembre 2021) | Daniel Renaudeau      |           | Agriculteur Vice-président de la CC des Portes de Meuse (2020 → )                                                                   |

## Équipements et services publics

### Enseignement

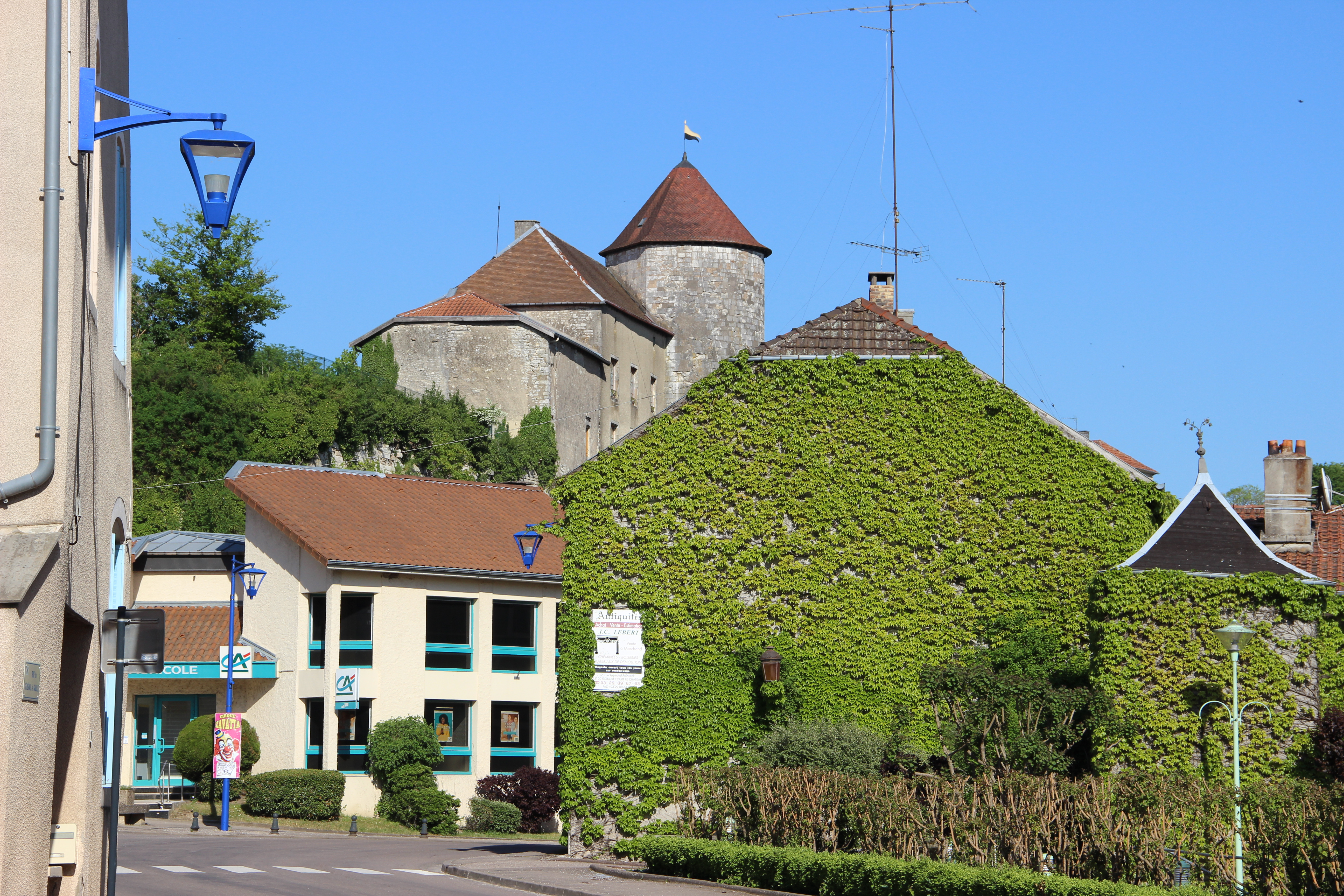
La Tour ronde.

Le collège Val d'Ornois est implanté 2, rue Charlemagne à Gondrecourt-le-Château. C'est un établissement public qui accueille 130 élèves à la rentrée 2023, répartis en 7 divisions.
Les élèves sont issus des trois écoles primaires environnantes: Gondrecourt, Houdelaincourt et Montiers.

### Équipements culturels
- Médiathèque[36].

- École Intercommunale de Musique, située dans l’ancienne gendarmerie[37].
- Musée lorrain du Cheval, ouvert aux visiteurs en juillet-août[37].

### Justice, sécurité, secours et défense
La construction par l'intercommunalité  d'une nouvelle gendarmerie est engagée fin 2021 à proximité du centre de secours des pompiers.

## Population et société

### Démographie
L'évolution du nombre d'habitants est connue à travers les recensements de la population effectués dans la commune depuis 1793. Pour les communes de moins de 10 000 habitants, une enquête de recensement portant sur toute la population est réalisée tous les cinq ans, les populations de référence des années intermédiaires étant quant à elles estimées par interpolation ou extrapolation. Pour la commune, le premier recensement exhaustif entrant dans le cadre du nouveau dispositif a été réalisé en 2006.

En 2022, la commune comptait 1 041 habitants, en évolution de −4,23 % par rapport à 2016 (Meuse : −4,4 %, France hors Mayotte : +2,11 %).
| 1793  | 1800  | 1806  | 1821  | 1831  | 1836  | 1841  | 1846  | 1851  |
| ----- | ----- | ----- | ----- | ----- | ----- | ----- | ----- | ----- |
| 1 200 | 1 139 | 1 225 | 1 210 | 1 336 | 1 446 | 1 681 | 1 745 | 1 692 |

| 1856  | 1861  | 1866  | 1872  | 1876  | 1881  | 1886  | 1891  | 1896  |
| ----- | ----- | ----- | ----- | ----- | ----- | ----- | ----- | ----- |
| 1 633 | 1 766 | 1 712 | 1 725 | 1 822 | 1 711 | 1 719 | 1 998 | 1 611 |

| 1901  | 1906  | 1911  | 1921  | 1926  | 1931  | 1936  | 1946  | 1954  |
| ----- | ----- | ----- | ----- | ----- | ----- | ----- | ----- | ----- |
| 1 534 | 1 416 | 1 383 | 1 280 | 1 249 | 1 194 | 1 174 | 1 159 | 1 049 |

| 1962  | 1968  | 1975  | 1982  | 1990  | 1999  | 2006  | 2011  | 2016  |
| ----- | ----- | ----- | ----- | ----- | ----- | ----- | ----- | ----- |
| 1 088 | 1 118 | 1 455 | 1 594 | 1 622 | 1 377 | 1 274 | 1 175 | 1 087 |

| 2021  | 2022  | - | - | - | - | - | - | - |
| ----- | ----- | - | - | - | - | - | - | - |
| 1 053 | 1 041 | - | - | - | - | - | - | - |

### Pyramides des âges
La population de la commune est relativement âgée.
En 2018, le taux de personnes d'un âge inférieur à 30 ans s'élève à 27,1 %, soit en dessous de la moyenne départementale (32,4 %). À l'inverse, le taux de personnes d'âge supérieur à 60 ans est de 39,7 % la même année, alors qu'il est de 29,6 % au niveau départemental.
En 2018, la commune comptait 520 hommes pour 558 femmes, soit un taux de 51,76 % de femmes, légèrement supérieur au taux départemental (50,49 %).
Les pyramides des âges de la commune et du département s'établissent comme suit.
| Hommes | Classe d’âge | Femmes |
| ------ | ------------ | ------ |
| 0,8    | 90 ou +      | 4,0    |
| 9,9    | 75-89 ans    | 17,0   |
| 25,1   | 60-74 ans    | 22,4   |
| 19,1   | 45-59 ans    | 19,3   |
| 15,5   | 30-44 ans    | 12,5   |
| 13,4   | 15-29 ans    | 13,5   |
| 16,2   | 0-14 ans     | 11,2   |

| Hommes | Classe d’âge | Femmes |
| ------ | ------------ | ------ |
| 0,8    | 90 ou +      | 2,2    |
| 7,6    | 75-89 ans    | 11     |
| 20,2   | 60-74 ans    | 20,5   |
| 20,6   | 45-59 ans    | 20     |
| 17,4   | 30-44 ans    | 16,8   |
| 16,7   | 15-29 ans    | 13,6   |
| 16,8   | 0-14 ans     | 15,8   |

### Médias
La chaîne de télévision locale Puissance Télévision dispose d'un bureau local au sein de la commune.

### Cultes
Pour la religion catholique, depuis 1822-1823, la paroisse de Gondrecourt relève du diocèse de Verdun et de l'archiprêtré de Commercy et demeure chef-lieu du doyenné, dont la circonscription est la même que celle du canton.

## Économie
Le village est un petit centre de services pour le Sud meusien. Cent dix établissements y sont recensés, pour un total d'environ 450 emplois[Quand ?]. Il comporte notamment un assureur, une banque, un restaurant, une poste, un collège, trois médecins, un dentiste, un cabinet infirmier, ainsi que quelques commerces de proximité : supérette, boulangerie, TV-Hifi, coiffeur et un garage automobiles.
Le principal employeur est la maison de retraite locale, avec une centaine d'emplois, le premier employeur privé étant un transporteur (35 emplois). La municipalité emploie quant à elle une vingtaine de personnes.
Le village a beaucoup souffert de l'effondrement de la filière bois-ameublement, qui a compté pourtant plusieurs centaines d'emplois dans les années 1960. L'implantation à proximité du Laboratoire de Bure a permis, grâce à des subventions de l'ANDRA, de redynamiser le canton.

## Culture locale et patrimoine

### Lieux et monuments

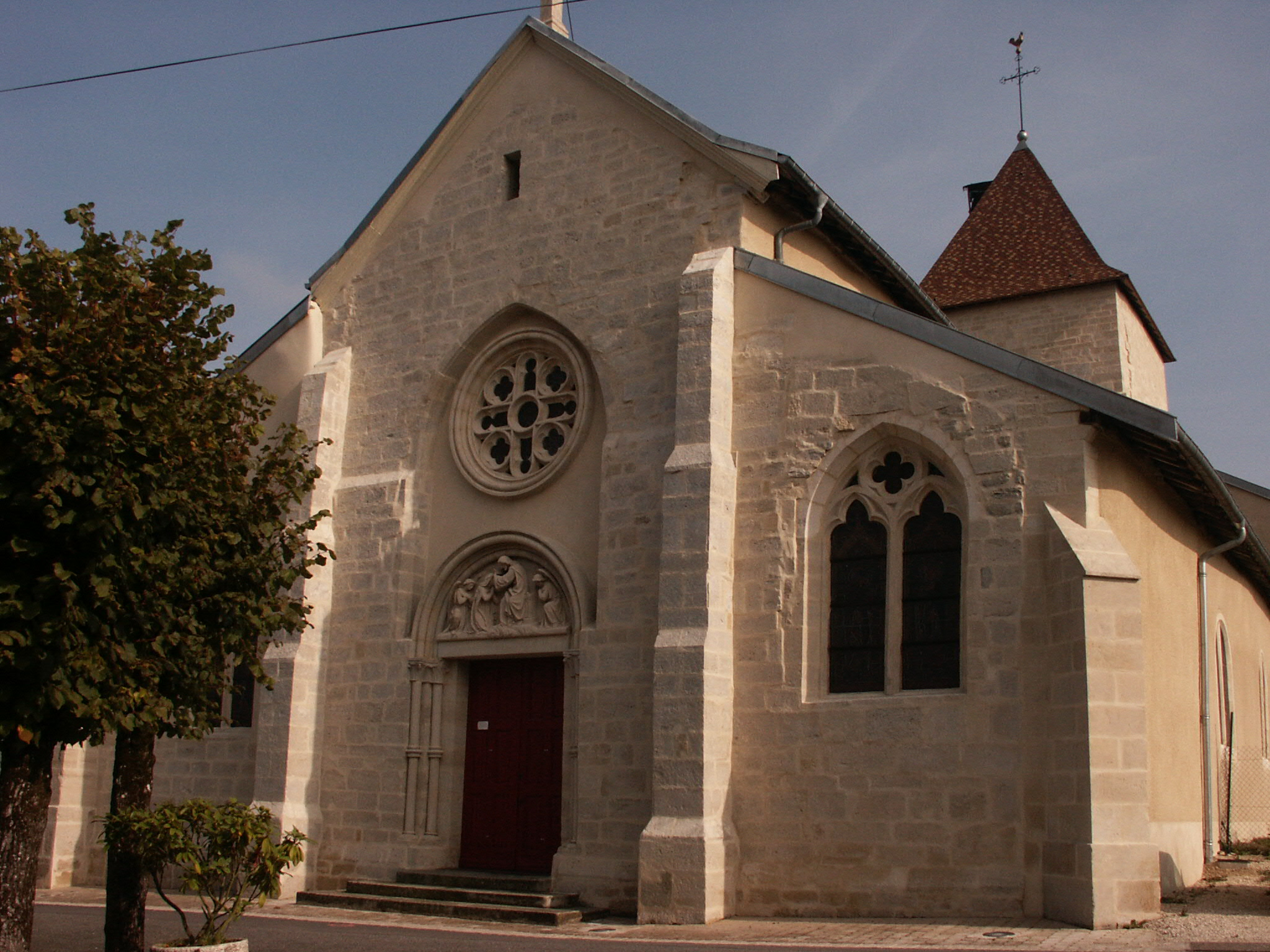
L'église de la Nativité-de-la-Vierge.

- L'église de la Nativité-de-la-Vierge de Gondrecourt-le-Château : Église (XIe siècle). Chaque époque lui a apporté sa marque (voûtes du XIIIe s., chœur du XVe s., etc.). Elle renferme des merveilles : autel à baldaquin, mise au tombeau monumentale, baptistère, sculptures, vitraux, peintures... Elle est inscrite monument historique en 1970[45].
- L'église de l'Assomption de Luméville-en-Ornois.
- L'église Saint-Michel de Tourailles-sous-Bois.
- Tour de Gondrecourt : tour ronde du XVe siècle fusionnée avec l’ancien tribunal du XVIIIe siècle, qui abrite le Musée lorrain du Cheval, ouvert aux visiteurs en juillet-août[37].
- Habitations remarquables place de la Halle (ville haute).
- Temple protestant situé 15 place de l’Hôtel-de-Ville.
- La forêt de Gondrecourt-le-Château, d'environ 1 063 hectares.

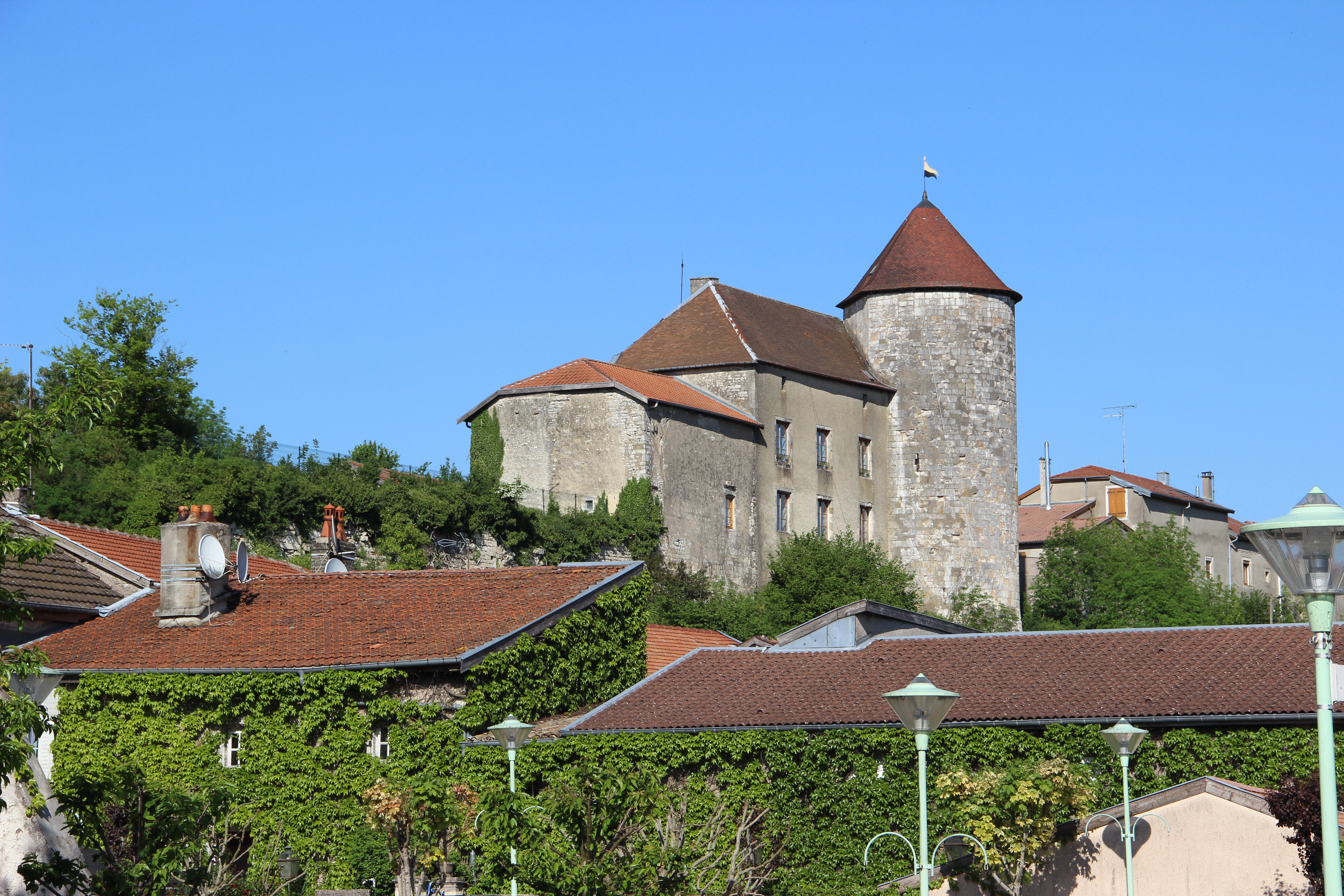
La Tour ronde.
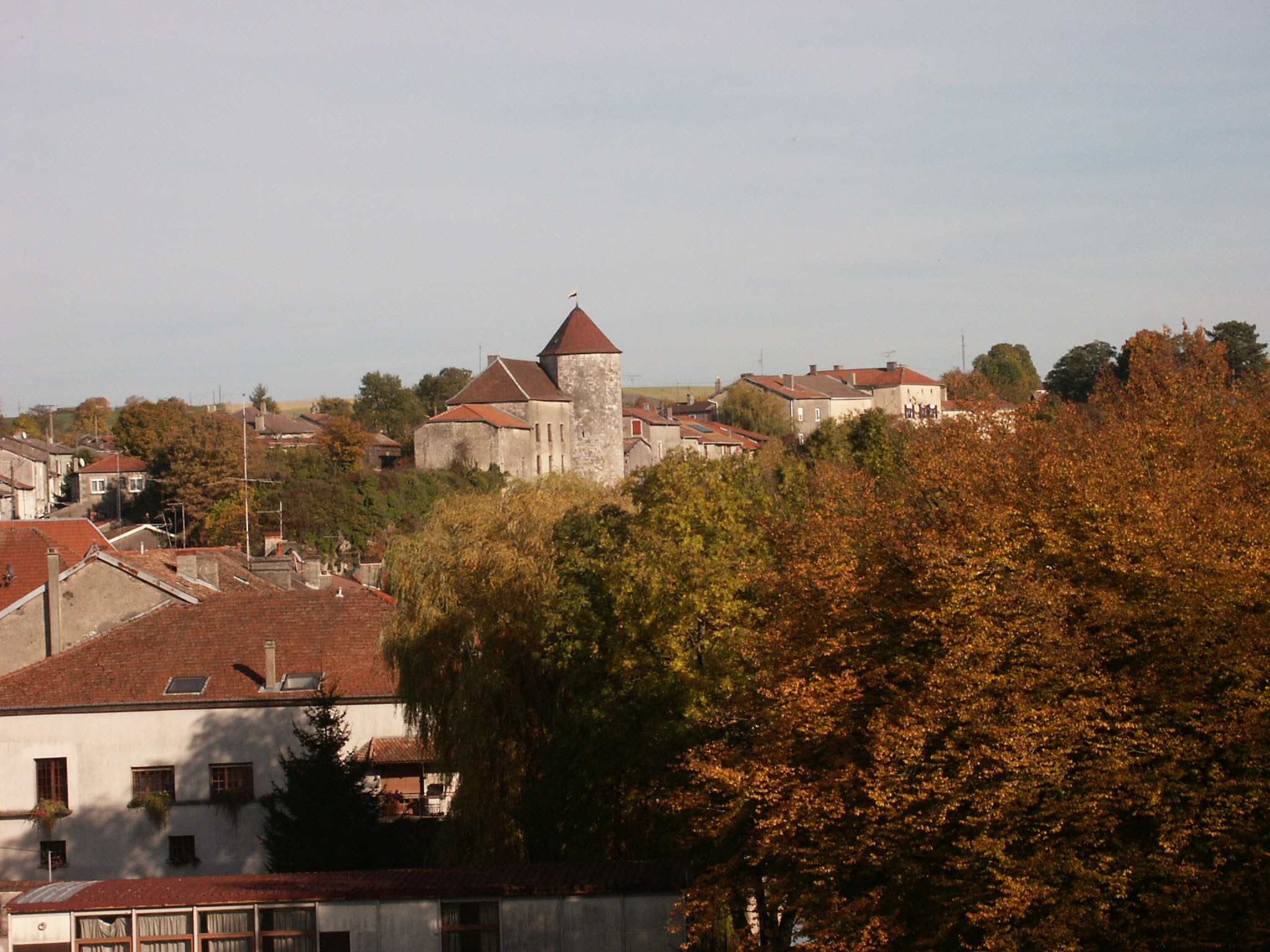
Vue de la tour depuis le viaduc.
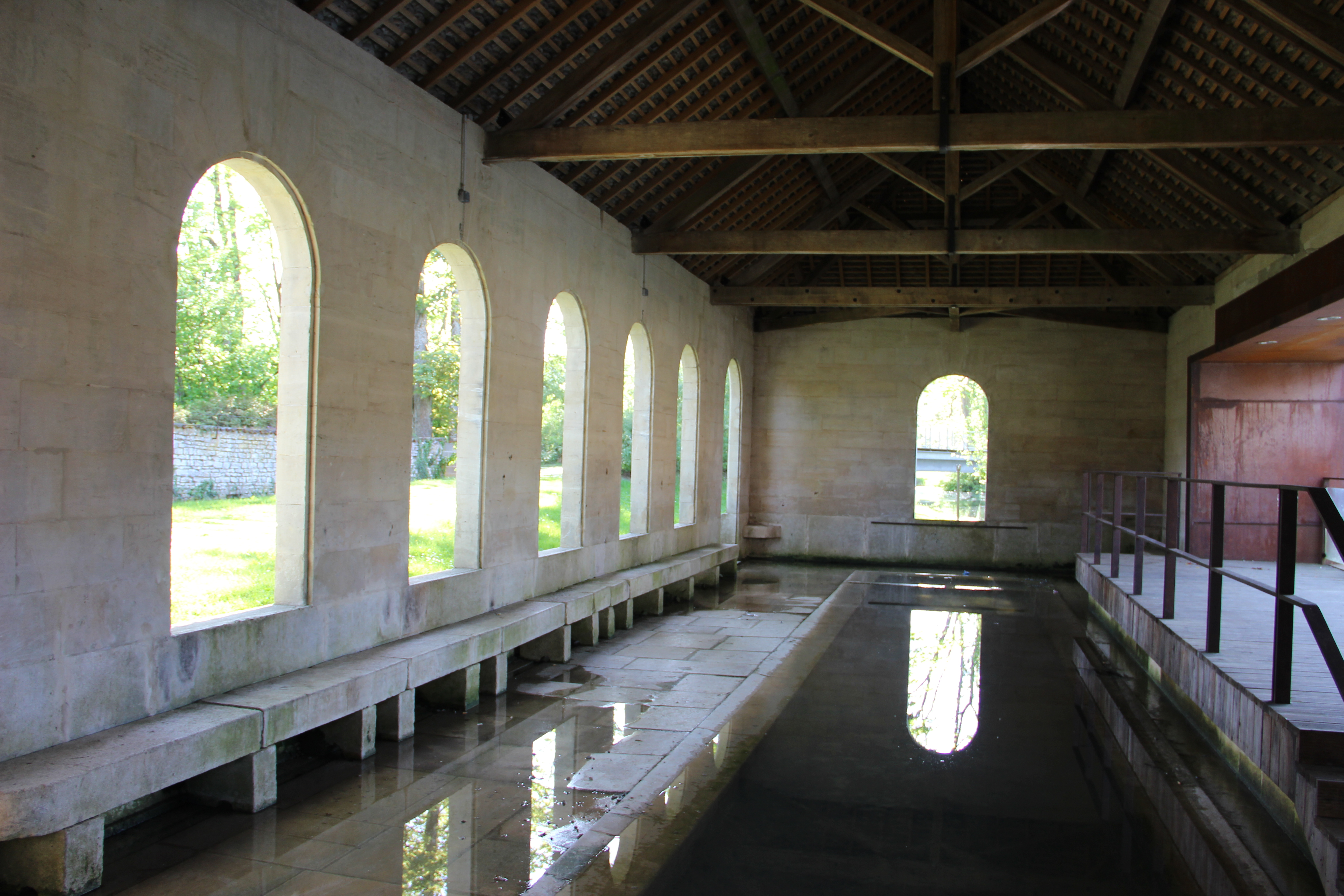
Le lavoir
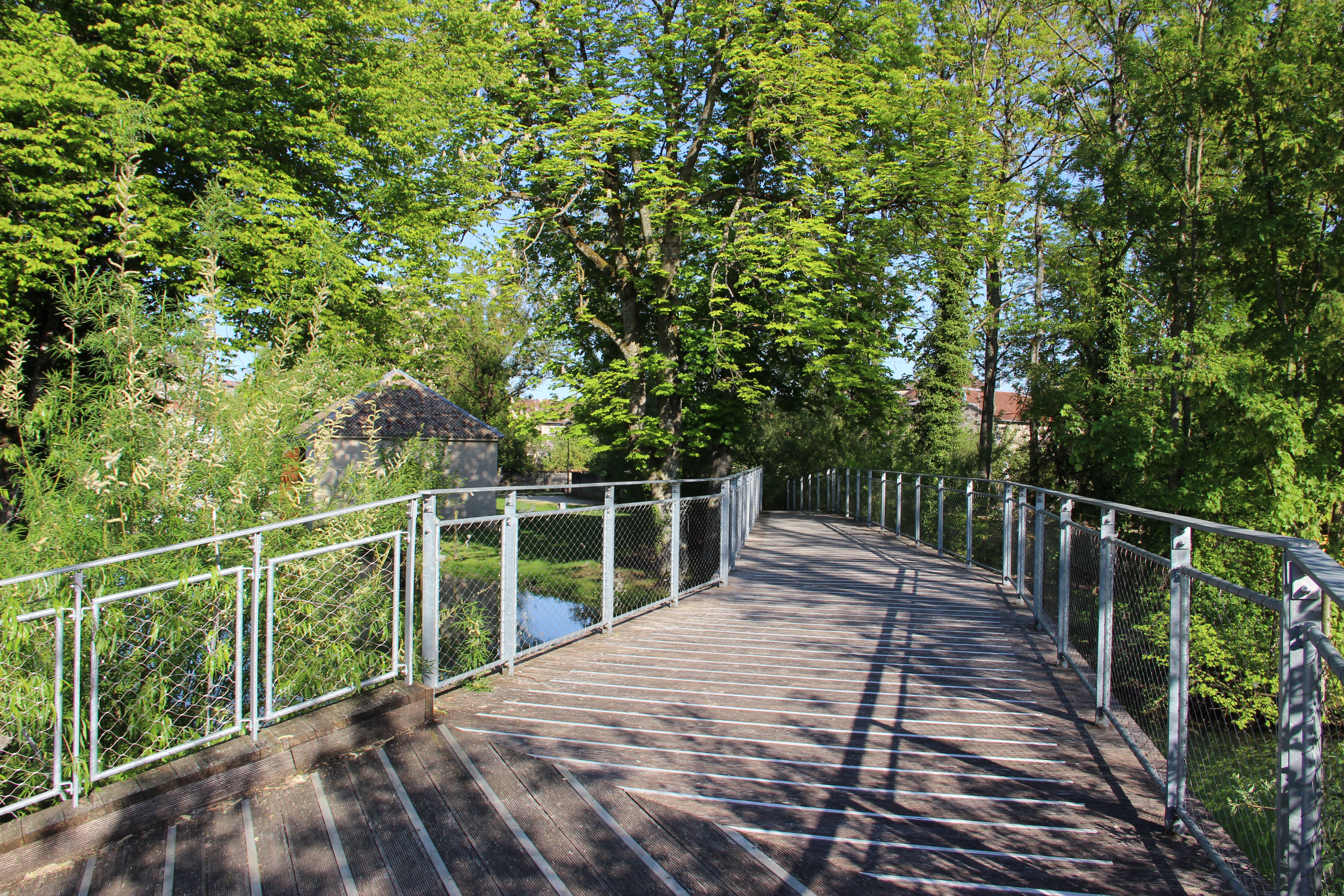
Passerelle sur l'Ornain
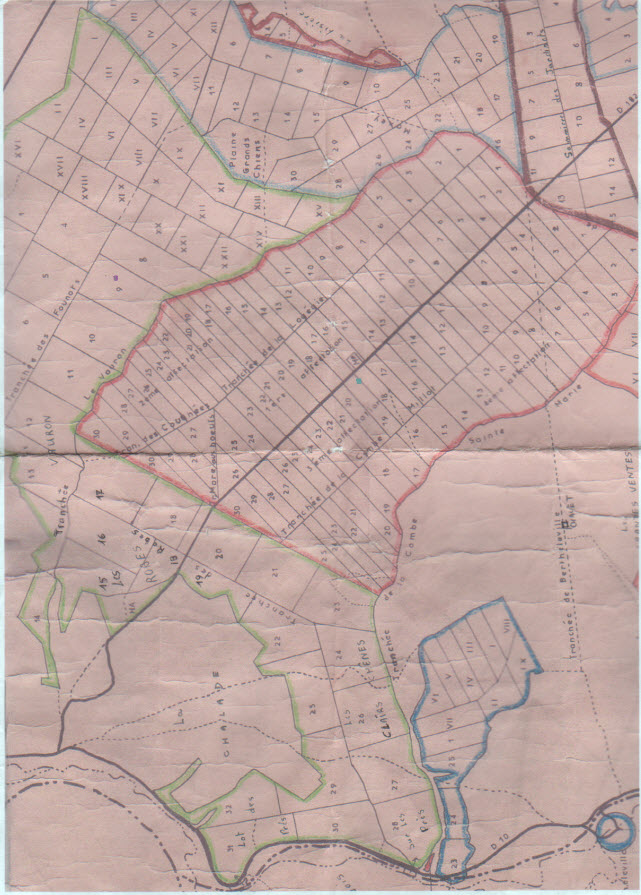
Plan de la forêt.

### Personnalités liées à la commune
- Charles 1er de Vigneulles, gouverneur de Gondrecourt dans la première partie du XVIIe siècle[46].
- Jean-Baptiste Sauce (1755-1825), ancien procureur syndic de Varennes-en-Argonne, est en mission à Gondrecourt-le-Château le 3 septembre 1792 lorsque les prussiens, voulant laver l'affront fait à la famille royale, viennent pour l'arrêter à son domicile.
- Louis Jacquinot (1898-1993), homme politique et ancien ministre né dans la commune.
- Fernand Braudel (1902-1985), historien, né à Luméville-en-Ornois, consacre quelques pages de son livre L'identité de la France au rôle économique de Gondrecourt dans son canton.
- Fernand Fleuret (1883-1945), écrivain et poète, né à Gondrecourt le 1er avril 1883.
- Simon Godchot, colonel et écrivain y est né le 14 avril 1858 ; il décède à Nice en 1940[47].
- Roger Billoret (1910-1987), né à Gondrecourt, y passa son enfance avant de faire ses études à Nancy. Il devient professeur de lettres classiques au lycée Henri-Poincaré à Nancy en 1936 puis obtient l'agrégation de grammaire en 1937[48]. Archéologue et chercheur en antiquités romaines, Roger Billoret fut aussi un professeur très apprécié pour son érudition et dont l'enseignement exigeant transparaît dans sa remarquable Grammaire du latin (1952, Hachette) en collaboration avec sa collègue de Khâgne classique, Élisabeth Greiner. Roger Billoret est enterré dans la tombe familiale du cimetière de Gondrecourt[49].

### Héraldique
| Blason de Gondrecourt-le-Château | Blason  | D'or à la croix dentelée de sable.                                     |
| Blason de Gondrecourt-le-Château | Détails | il s'agit des armoiries de Gondrecourt d'apres l'Armorial de Lorraine. |